# Ağlaşan, Kestel
Ağlaşan là một xã thuộc quận Kestel, tỉnh Bursa, Thổ Nhĩ Kỳ. Dân số thời điểm năm 2011 là 104 người.